# Fredy Armando Valencia
Freddy Armando Valencia Vargas (Bogotá, 1982) es un violador y asesino en serie colombiano. Apodado El monstruo de Monserrate y Asesino de los cerros, se le relaciona con la muerte de entre 8 y 9 mujeres, sin embargo, confesó haber asesinado un promedio de 100 mujeres. Según sus propias confesiones, cometió abusos sexuales a muchas de sus víctimas y también practicó la necrofilia.
Según Carlos Valdés, el entonces director del Instituto Nacional de Medicina Legal y Ciencias Forenses, Fredy Valencia padece de Trastorno antisocial de la personalidad (TPA).
Se encuentra recluido en el centro penitenciario La Picota. En una primera instancia, fue condenado a 9 años, después aumentada a 18, por último, se estableció una condena definitoria de 36 años, es decir, 432 meses. En octubre de 2020 fue absuelto del cargo de "acceso carnal violento".

## Biografía
Fredy Armando Valencia Vargas nació en la ciudad de Bogotá, Colombia. Vivió por muchos años en la localidad de Kennedy, al suroccidente de la capital colombiana, donde a muy temprana edad mostró signos de violencia, motivo por el cual fue incluido a una escuela especializada en artes marciales. Estudió en la Institución Educativa Distrital Rafael Uribe Uribe donde obtuvo el grado de bachiller, después ingresó a la universidad donde cursó 4 semestres de Ingeniería Industrial, carrera que dejó por completo debido al consumo excesivo de drogas. Esto hizo que Valencia Vargas se fuera de su hogar, hasta convertirse en un habitante de la calle. Durante algún tiempo en su vida, se asentó en el cerro de Monserrate, uno de los Cerros Orientales de Bogotá en donde instaló una vivienda. Ya asentado en el lugar, empezó a recorrer distintas zonas, como por ejemplo, El Bronx, El Cartucho, entre otros, lugares altamente peligrosos donde se trafican drogas y que es el epicentro de personas adictas a los estupefacientes. En dichas zonas engañaba a mujeres adictas a las drogas y les ofrecía alimento y vivienda, con el objetivo de cometer los asesinatos.
Según las confesiones de varios indigentes que conocieron a Fredy, este consumía diversos tipos de drogas, entre ellas, cocaína y heroína, además vestía de una manera pulcra y se comportaba tranquilamente.

## Crímenes
Las autoridades le apodaron El monstruo de Monserrate, debido a que era en esa zona donde cometió los asesinatos entre 2012 y 2014. La manipulación y el engaño fueron estrategias utilizadas por Valencia Vargas, aspectos muy propios de los asesinos seriales y psicópatas. Una vez en el lugar, accedía sexualmente a las mujeres y posteriormente las asesinaba mediante asfixia mecánica, hecho que cometió en varias ocasiones.
Según su propio relato, cometió en varias oportunidades actos de necrofilia ya que «cuando le daban ganas las buscaba, las desenterrada y las accedía nuevamente». Además confesó que enterraba los cadáveres de forma estratégica para que las autoridades y la ciudadanía no se enteraran de las desapariciones de las mujeres. Las autoridades colombianas lo relacionaron con la muerte de 9 mujeres, pero según su confesión, aseguró que mató un promedio de 100 mujeres, incluidas menores de edad.
Se le considera uno de los «asesinos seriales más prolíficos de Bogotá de los últimos años».
En octubre de 2020 fue absuelto del cargo de "acceso carnal violento", y el juez determinó que la fiscalía entró en contradicciones con la acusación previa, ya que no solo no pudo determinar que haya violado a sus víctimas antes de matarlas, sino que durante el juicio se había alegado, justamente, que el motivo para matarlas era no poder tener relaciones sexuales con ellas. Además, alegó que se había actuado con descuido a la hora de colectar evidencias. La fiscalía anunció que apelaría la decisión.